# Yambourg
Ne doit pas être confondu avec Jamburg.
Yambourg (Ямбургское en Russe) est un gisement de gaz situé au nord-ouest de la Sibérie. Il est considéré comme le troisième gisement de gaz naturel au monde, après North Dome (Qatar/Iran) et son voisin Ourengoï. 
Le principal réservoir se situe dans une strate du crétacé supérieur.